# Ola Kamara
Ola Williams Kamara (ur. 15 października 1989 w Oslo) – piłkarz norweski pochodzenia sierraleońskiego grający na pozycji napastnika w Los Angeles Galaxy.

## Kariera klubowa
Swoją karierę piłkarską Kamara rozpoczął w klubie Frigg Oslo FK. W 2006 roku został zawodnikiem klubu Stabæk Fotball. Zadebiutował w nim 1 października 2006 w zremisowanym 2:2 wyjazdowym meczu z Lillestrøm SK. W 2007 roku został wypożyczony do Hønefoss BK, grającego w 1. divisjon. W 2008 roku wywalczył ze Stabækiem mistrzostwo Norwegii.
W 2009 roku Kamara podpisał kontrakt ze Strømsgodset IF. 3 maja 2009 zadebiutował w nim w przegranym 0:1 wyjazdowym spotkaniu z Sandefjord Fotball. W 2010 roku zdobył ze Strømsgodset Puchar Norwegii, a w 2012 roku wywalczył z nim wicemistrzostwo tego kraju.
W 2013 roku Kamara został zawodnikiem SV Ried. Jeszcze w tym samym roku został wypożyczony do TSV 1860 Monachium. Swój debiut w TSV 1860 zaliczył 4 lutego 2013 w przegranym 0:1 domowym meczu z 1. FC Kaiserslautern. W TSV grał do lata 2013.
Latem 2013 Kamarę wypożyczono do Strømsgodset IF. Na koniec sezonu 2013 został z tym klubem mistrzem Norwegii. Na początku 2014 roku przeszedł do zespołu Austrii Wiedeń. W 2015 wypożyczono go do Molde FK. W 2016 przeszedł do Columbus Crew.
| Sezon   | Klub                  | Kraj              | Rozgrywki     | Mecze | Bramki |
| ------- | --------------------- | ----------------- | ------------- | ----- | ------ |
| 2006    | Stabæk Fotball        | Norwegia          | Tippeligaen   | 3     | 0      |
| 2007    | Hønefoss BK           | Norwegia          | Adeccoligaen  | 4     | 0      |
| 2008    | Stabæk Fotball        | Norwegia          | Tippeligaen   | 3     | 0      |
| 2009    | Strømsgodset IF       | Norwegia          | Tippeligaen   | 15    | 3      |
| 2010    | Strømsgodset IF       | Norwegia          | Tippeligaen   | 25    | 7      |
| 2011    | Strømsgodset IF       | Norwegia          | Tippeligaen   | 27    | 10     |
| 2012    | Strømsgodset IF       | Norwegia          | Tippeligaen   | 30    | 11     |
| 2012/13 | SV Ried               | Austria           | Bundesliga    | 0     | 0      |
| 2012/13 | TSV 1860 Monachium    | Niemcy            | 2. Bundesliga | 10    | 0      |
| 2012/13 | TSV 1860 Monachium II | Niemcy            | Regionalliga  | 5     | 2      |
| 2013    | Strømsgodset IF       | Norwegia          | Tippeligaen   | 14    | 12     |
| 2013/14 | Austria Wiedeń        | Austria           | Bundesliga    | 12    | 1      |
| 2014/15 | Austria Wiedeń        | Austria           | Bundesliga    | 23    | 2      |
| 2015    | Molde FK              | Norwegia          | Tippeligaen   | 29    | 14     |
| 2016    | Columbus Crew         | Stany Zjednoczone | MLS           |       |        |

## Kariera reprezentacyjna
W reprezentacji Norwegii Kamara zadebiutował 11 października 2013 w przegranym 0:3 meczu eliminacji do MŚ 2014 ze Słowenią. W 61. minucie tego meczu zmienił Daniela Braatena.